# Милораде, кам бек
Милораде, кам бек је југословенски телевизијски филм из 1970. године. Режирао га је Драгослав Лазић, а сценарио је писао Душан Савковић.
Филм је сниман по мотивима серије Љубав на сеоски начин.

## Улоге
| Глумац                 | Улога         |
| ---------------------- | ------------- |
| Ратко Сарић            | деда Паун     |
| Мића Орловић           | Мића          |
| Мија Алексић           | Мија          |
| Драган Зарић           | Милорад       |
| Силвана Арменулић      | певачица Рада |
| Драган Лаковић         | Лаза          |
| Милка Лукић            | Јагода        |
| Живка Матић            | Стамена       |
| Жика Миленковић        | Цветко        |
| Павле Минчић           | Живорад       |
| Бранка Митић           | Николија      |
| Божидар Пајкић         | Филип         |
| Миодраг Петровић Чкаља | Гвозден       |
| Олга Станисављевић     | Лазиница      |
| Божидар Пајкић         | Филип         |